# August Schmierer
August Schmierer (* 28. April 1870 in Stuttgart; † nach 1900) war ein deutscher Rugbyspieler und mehr als 30 Jahre lang 1. Vorsitzender des Cannstatter Fußball- und Tennis-Clubs.

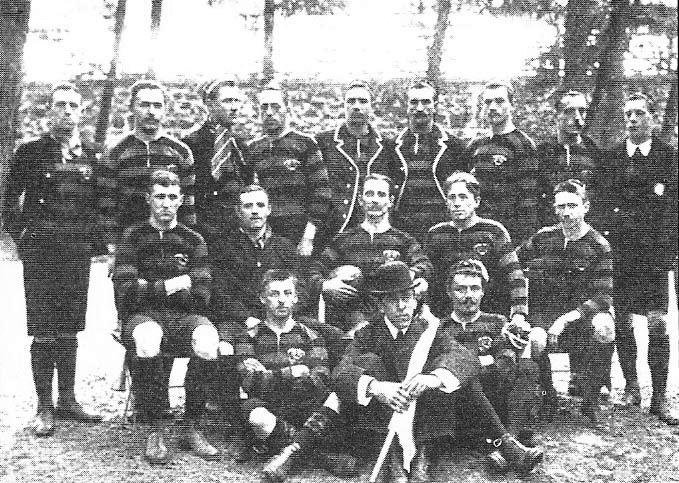
Das deutsche Team bei den Olympischen Spielen 1900
v. l. n. r. oben: Beiler (Ersatz), Poppe, R. Ludwig, Hofmeister, Latscha, Müller, Wenderoth, Stockhausen, Kreuzer
Mitte: E. Ludwig, Reitz, Amrhein, Landvoigt, Herrmann
unten: Betting, unbekannt, Schmierer

Um das Jahr 1889 verließ August Schmierer Cannstatt. Er wurde beim Fußballclub Frankfurt als Rugbyspieler aktiv und blieb bis 1897 in dessen erster Mannschaft. Kurz nachdem er 1899 in seine Heimatstadt zurückgekehrt war, wurde er zum 1. Vorsitzenden des Cannstatter Fußball-Clubs gewählt. In einem Bericht, den er 1930 durch Philipp Heineken veröffentlichen ließ, beschrieb Schmierer, wie er versuchte, den Fußball- und Rugbysport im CFC, der sich zum reinen Tennisclub entwickelte, wiederzubeleben. Weil er mit gutem Beispiel vorangehen wollte, spielte Schmierer selbst wieder in einer süddeutschen Auswahlmannschaft Rugby. Zudem spielte er bei dem Rugby-Wettbewerb der Weltausstellung Paris 1900 für die deutsche Auswahl, die ansonsten abgesehen von dem Stuttgarter Spieler Hugo Betting fast ausschließlich aus Spielern seines Ex-Vereins aus Frankfurt bestand. August Schmierer ging damit als olympischer Silbermedaillengewinner in die Sportgeschichte ein, weil der Wettbewerb durch das IOC offiziell dem Programm der Olympischen Sommerspiele 1900 zugeordnet wurde. Dennoch gelang es ihm in seinem Amt als 1. Vorsitzender des Cannstatter Fußball-Clubs nicht mehr, eine Rugbymannschaft zusammenzustellen. Daher wurde unter dem Vorsitz von Schmierer der CFC im Jahr 1901 zum Cannstatter Fußball- und Tennis-Club umbenannt und erhielt, nachdem die Hoffnungen auf eine Wiederbelebung des Rugbysports endgültig aufgegeben wurden, 1909 schließlich den Namen Cannstatter Tennisclub.